# تيزكي يارغن (تيزكي يارغن)
تيزكي يارغن هو دُوَّار يقع بجماعة آيت وابلي، إقليم طاطا، جهة سوس ماسة في المملكة المغربية. ينتمي الدوّار لمشيخة تيزكي يارغن التي تضم دوار واحد. يقدر عدد سكانه بـ 739 نسمة حسب الإحصاء الرسمي للسكان والسكنى لسنة 2004.

## روابط خارجية
- البوابة الوطنية للجماعات الترابية نسخة محفوظة 12 مارس 2018 على موقع واي باك مشين.
- المندوبية السامية للتخطيط